# Emil Pfeifer

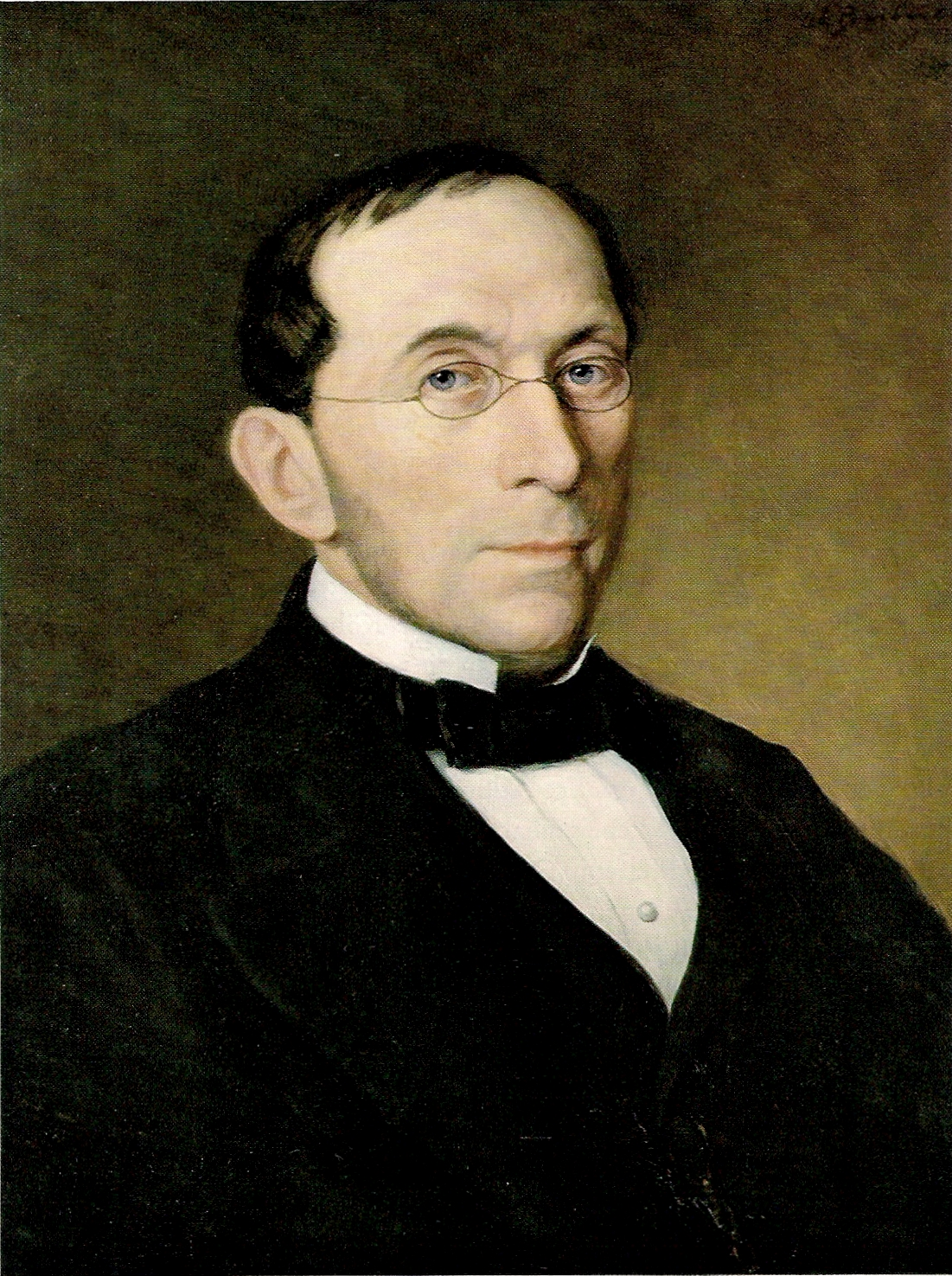
Emil Pfeifer (1806–1889), geboren in Amsterdam

Emil Pfeifer (* 8. November 1806 in Amsterdam; † 20. September 1889 in Mehlem (heute Bonn)) war ein deutscher Unternehmer und Pionier der Zuckerfabrikation im Rheinland und ein deutscher Unternehmer der Motorenindustrie (Deutzer Gasmotorenfabrik). Das Unternehmen Pfeifer & Langen befindet sich seit seiner Gründung in Familienbesitz.
Emil Pfeifer ist auf dem Melatenfriedhof in Köln im Familiengrab beigesetzt (HWG NS zwischen Lit E und F, Grabnr. 119-122).

## Familie
Emil Pfeifer wurde als viertes Kind des Kaufmanns und Reeders Valentin Pfeifer (1763–1840) in Amsterdam geboren. Seine Mutter Maria Agnes geborene Weyll (1772–1856), war die Tochter des Kölner Schiffers Johann Christian Weyll (1724–1798) und seiner aus Mainz stammenden Frau Anna Katharina geborene Hofbauer, (1732–1819)
Geschwister von Emil Pfeifer waren:
- Maria („Mimi“) Georgina (1797–1863) ehelichte 1822 in Amsterdam den aus Württemberg stammenden Kaufmann Wilhelm Kiderlen (1798-1870). Das Familiengrab befindet sich auf dem Hauptfriedhof in Frankfurt am Main (Gewann F – Nr. 423). Die Grabstätte steht unter Denkmalschutz (Liste der Kulturdenkmäler auf dem Hauptfriedhof Frankfurt). Seit 9/2019 in Patenschaft der Familie M. Pfeifer. Restaurierung 2019.

- Valentin (1804–1833) war Besitzer einer Papiermühle Oberschneidhausen (ehem. Eisenwerk) bei Düren; er blieb unverheiratet. Bestattet wurde Valentin auf dem Friedhof in Brühl.

- Robert („Robertus“) (1808–1877), Kaufmann in Antwerpen, heiratete 1834 in Paris Maria Wilhelmine André (1815–1876), geboren in Frankenthal/Pfalz. Ihre Tochter Agnes Hoesch, geborene Pfeifer (1839–1903), heiratete 1862 den Eisenhüttenbesitzer Eberhard Hoesch aus Düren. Das Ehepaar Pfeifer ist in Antwerpen bestattet.

- Lilla (1813–1868), vermählte sich 1836 mit dem Sohn des Frankfurter Großkaufmanns Franz Dominicus Brentano, Georg Franz Melchior Brentano (1801–1852). Die beiden nannten sich nach ihrer Heirat Brentano-Pfeifer; sie hatten 7 Kinder: Agnes (1837–1916), Johanna (1839–1885), Franz (1840–1888), Maria (1842–1867), Josefa (1844–1875), Emil (1845–1890) und Louise (1848–1866). Das Paar ist in Frankfurt auf dem Hauptfriedhof bestattet (Gruftenhalle/Brentano-Gruft Nr. 48). Die Grabstätte steht unter Denkmalschutz.

- Eugen (1816–1896), Besitzer eines Landgutes in Erbach/Rheingau und Eigentümer des Gutes Dächheim in Theilheim, bei Schweinfurt, von 1845 bis 1896.[2] Eugen war der Familienchronist und nicht verheiratet. Er lebte zuletzt in seinem Haus in der Gutleutstraße 34 in Frankfurt am Main. Eugen ist neben seinen Eltern auf dem Hauptfriedhof bestattet (Gewann B – Nr. 128). Die Grabstätte steht unter Denkmalschutz (Liste der Kulturdenkmäler auf dem Hauptfriedhof Frankfurt). Seit 10/2018 in Patenschaft der Familie M. Pfeifer. Restauriert im Juni/Juli 2019.

Zwei Brüder, Albert Johann (1802–1803) und Oscar (1812–1815) starben als Kleinkinder; sie sind in Amsterdam bestattet.
Emil Pfeifer war zwei Mal verheiratet, zuerst 1833 mit Maria Emma, geborene Hoesch (1814–1845), Tochter des Dürener beziehungsweise Schneidhausener Papierfabrikanten Ludolph Mathias Hoesch (1788–1859) und seiner Frau Juliane geborene Schleicher (1793–1868). Aus dieser Ehe stammen zwei Kinder:
- Maria („Marie“) Agnes Julie Pfeifer (1834–1920) heiratete 1857 den Bergbau- und Hüttenunternehmer Gustav Adolf Hoesch (1818–1885)

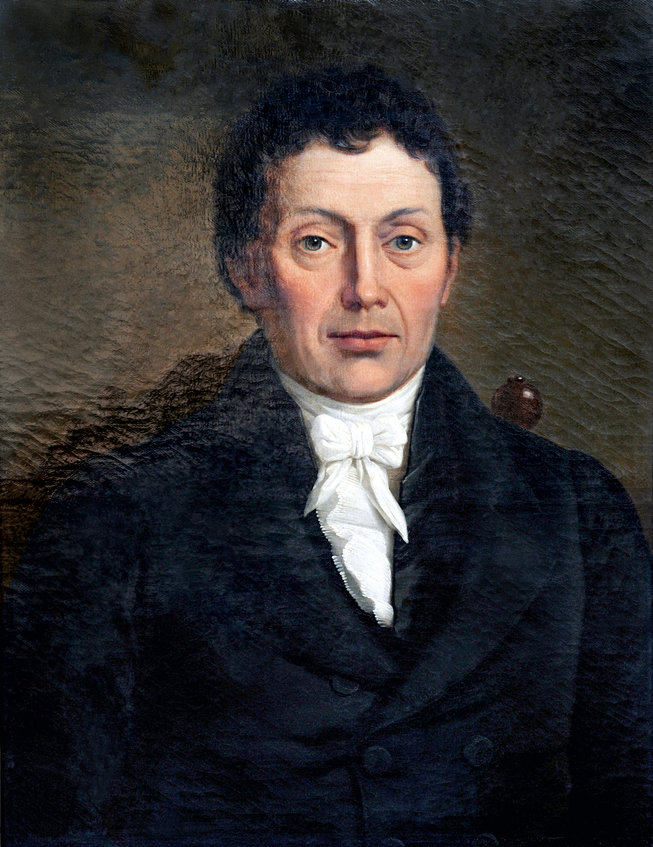
Valentin Pfeifer (1763–1840), geboren in Sommerau

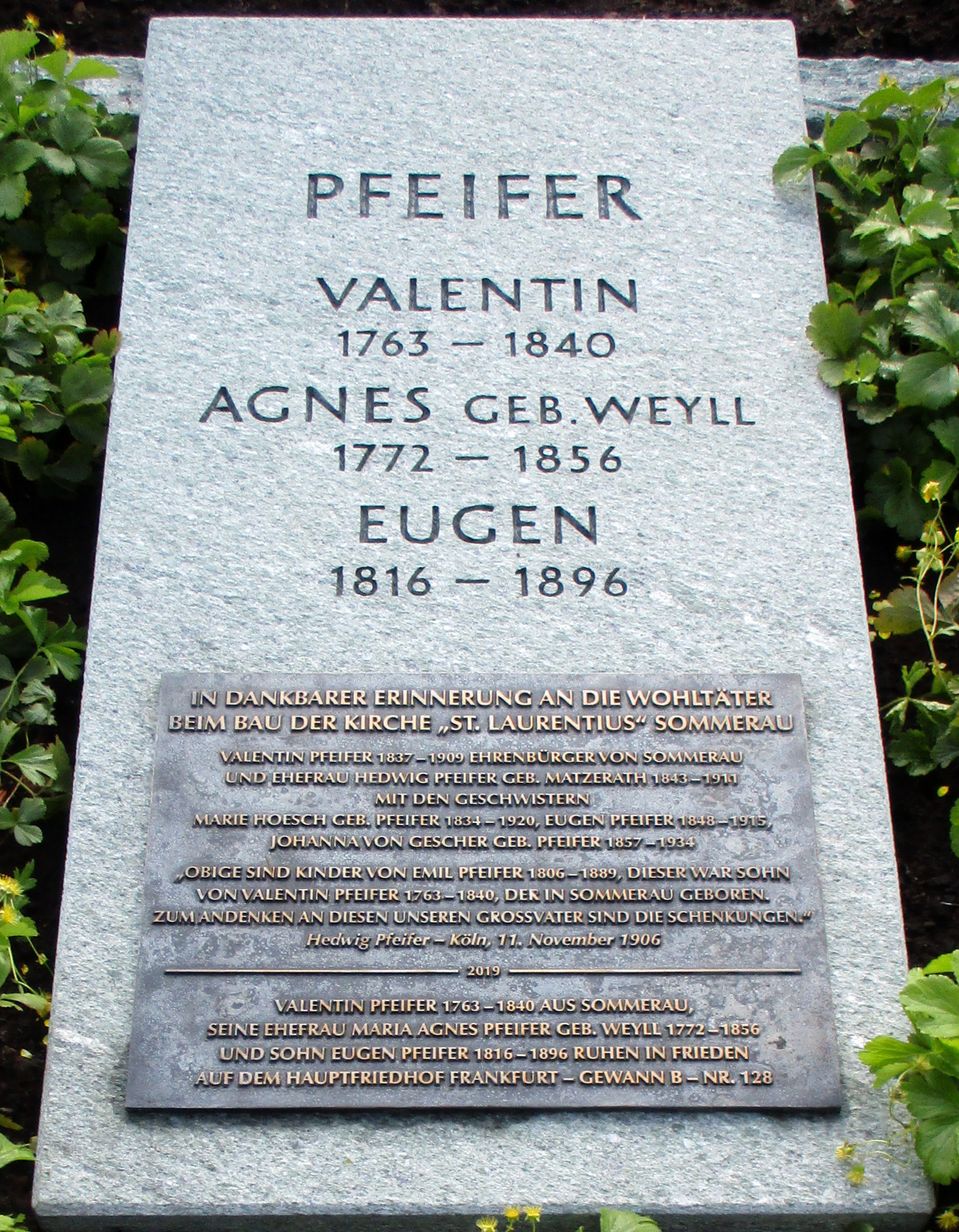
Gedenkstätte auf dem Friedhof in Sommerau, errichtet am 24. April 2019

- Valentin Pfeifer (1837–1909) heiratete 1866 die in Berlin geborene Hedwig Amalie Adelheid geborene Matzerath (1843–1911)

Aus Emils zweiter Ehe 1847 mit Josephine Charlotte Lucie Mayer (1823–1893), der jüngsten Tochter des Dürener Oberbergrats Johann Heinrich Daniel Mayer († 1836) und seiner Ehefrau Philipine geborene Jardou, stammen:

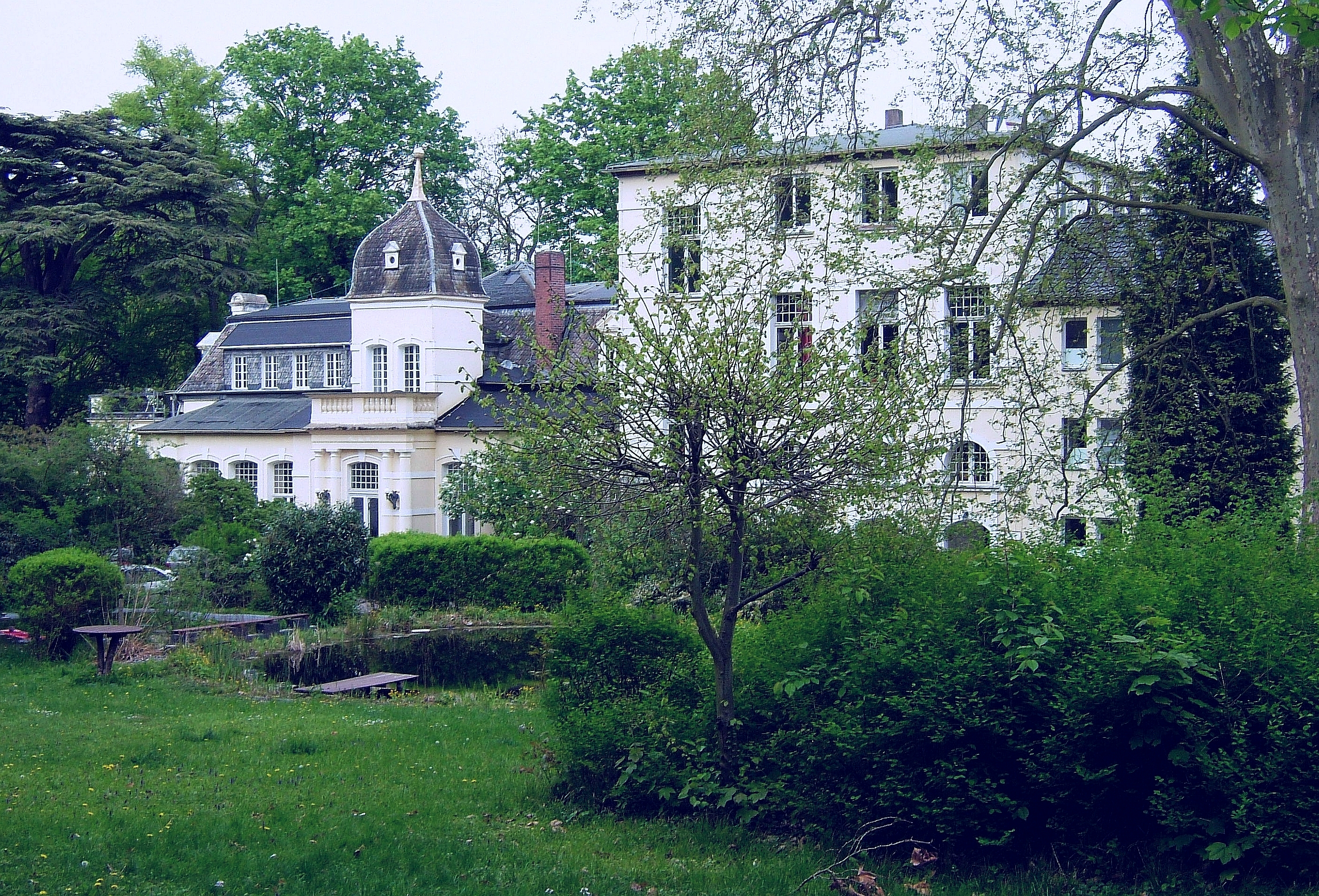
Haus Annaberg – Blick aus südlicher Richtung

- Eugen (1848–1915), Zuckerfabrikant und Gutsbesitzer, auch war er Vorsitzender des Vereins der Deutschen Raffinerien sowie Aktionär bei der Gasmotoren-Fabrik Deutz AG und dort auch im Aufsichtsrat. Er heiratete 1876 Paula Maria Schnitzler (1855–1949), Tochter des Regierungsrates Robert Schnitzler und Ehefrau Clara, geborene Schmidt. Eugen und Paula Maria hatten vier Kinder: Clara Emilie Emma Caroline (1877–um 1950); Emma Maria (1879–um 1960); Anna Johanna (1882–1975); Emma Agnes Robertine (1883–1884). Eugen wohnte mit seiner Familie in Friesdorf bei Bonn, im Schloss Annaberg (Friesdorf), das in der Familie „Tusculum“ genannt wurde. Mit einer Stiftung begründete er den Bau einer Kinderbewahrschule (Paula-Maria-Stift genannt) in Friesdorf.[3]

- Emma (1852–1855) starb mit drei Jahren

- Johanna Lucia Franziska (1857–1934) heiratete 1884 Alfred Gescher (1844–1932), den späteren Regierungspräsidenten von Münster

Valentin Pfeifer (1837–1909) förderte im Jahr 1906, mit großzügigen Spenden zum Andenken an den Großvater Valentin Pfeifer (1763–1840), der 1763 in Sommerau geboren war, den Bau der Neuen Sommerauer Pfarrkirche St. Laurentius. 1907 wurde er zum Ehrenbürger der Gemeinde Sommerau ernannt. Auch Valentins Geschwister, Maria Agnes Hoesch (1834–1920), Eugen Pfeifer (1848–1915) und Johanna von Gescher (1857–1934) beteiligten sich mit Spenden am Sommerauer Kirchenprojekt. Seit 24. April 2019 erinnert eine Gedenkstätte auf dem Sommerauer Friedhof an die Wohltäter und ihren Großvater.

## Leben und Wirken
Nach Schulbesuch am Kurfürst-Friedrich-Gymnasium Heidelberg und in Amsterdam sowie kaufmännischen Praktika studierte er zunächst Eisenhüttenkunde an der Bergakademie Freiberg, dann bis 1830 Maschinenbau, Chemie mit Philosophie an der Kaiserlichen Wilhelmsuniversität Berlin.
Emils älterer Bruder Valentin Pfeifer (1804–1833) hatte, mit Kapital seines Vaters, um 1830 ein ehemaliges Eisenwerk an der Rur, Oberschneidhausen bei Düren erworben und zu einer Papiermühle umgebaut. Emil wurde zunächst Teilhaber in der Firma. Sein kranker Bruder übertrug ihm den Besitz kurz vor seinem Tode 1833. Emil verkaufte kurz nach dem Tod seines Vaters 1840 den Betrieb und zog nach Köln. Hier handelte er u. a. mit Indigo und spekulierte in verschiedenen Bereichen sehr erfolgreich mit seinem und dem ererbten Vermögen seines Vaters.
Ende 1840 erwarb Emil das Gut Frohnhof bei Ossendorf in der Nähe von Köln, heute Köln-Ossendorf. Es war zu dieser Zeit noch verpachtet. Um 1850 experimentierte Emil mit dem Anbau und der Verarbeitung von Runkelrüben auf dem Gut Fronhof. Hier gründete er 1851 die erste Rübenzuckerfabrik am Rhein gemeinsam mit August Joest, Sohn von Carl Joest, dem Gründer der Raffinerie „Carl Joest & Söhne“, seit 1831 in Köln. Zwei Jahre später ist Emil alleiniger Inhaber („Emil Pfeifer et Cop.“) und nimmt 1865 seinen Sohn Valentin Pfeifer als Teilhaber auf. Dies war der Beginn der Rheinischen Rübenzuckerindustrie. Zuvor hatten die Kölner Fabriken sich auf die Weiterverarbeitung des kolonialen Rohrzuckers beschränkt. 1865 stellte er den Ingenieur Eugen Langen, den Sohn Johann Jakob Langens, als technischen Leiter ein und gründete mit ihm 1870 in den Bördenlandschaften zuerst in Elsdorf und 1879 in Euskirchen unter dem Namen „Pfeifer & Langen“ Zuckerfabriken. Um 1880 galt das Werk Elsdorf als internationale „Musteranstalt“ und wird zusammen mit dem Ausstoß von Euskirchen das größte Zuckerunternehmen Westdeutschlands.
Mit Sohn Valentin und Eugen Langen beteiligte er sich 1872 an der Deutzer Gasmotorenfabrik, deren Aufsichtsratsvorsitzender er bis zu seinem Tode war. Er engagierte sich darüber hinaus von 1868 bis 1877 im Kölner Stadtrat als Abgeordneter der Nationalliberalen  Partei. 1881 wurde er zum Kommerzienrat ernannt. 1884 errichtete er die „Stiftung Pfeifer“ innerhalb des Kölner Gymnasial- und Stiftungsfonds.